# Монокулярная диплопия
Монокулярная диплопия — зрительное восприятие двух изображений одного и того же предмета одним глазом (двоение изображения) при условии, что открыт только один глаз, а второй — закрыт. Вторичное изображение обычно выглядит призрачным или теневым. Монокулярная диплопия обычно указывает на проблему с самим глазом, которая может быть следствием офтальмологических вмешательств, из-за патологии или особенностей физиологии глаза, а также внешней (из-за очков или контактных линз).
Монокулярными являются до четверти случаев диплопии. От бинокулярной диплопии монокулярная отличается тем, что двоение изображения сохраняется при закрытии второго глаза, выявляется поочерёдным закрытием каждого глаза. Из-за того, что второе изображение может быть еле видимым, его часто могут не замечать. Более заметна монокулярная диплопия обычно в тёмное время суток, особенно за рулём, или при тусклом освещении помещения. В случае, если воспринимается одновременно три или более изображений, такая диплопия называется монокулярной полиопией.
Важным является выявление чёткой причины монокулярной диплопии и выбор подходящего подхода к лечению. Подходы к лечению зависят от причины монокулярной диплопии и могут быть как хирургическими, так и не хирургическими. При нехирургическом лечении хороший результат может быть достигнут коррекцией зрения с помощью очков или контактных линз.

## Этиология
Монокулярная диплопия может быть вызвана различными оптическими причинами: нескорректированными аномалиями рефракции, рубцеванием роговицы глаза или неровностью её поверхности, кератоконусом, синдромом сухого глаза, аномалиями радужной оболочки, катарактой, неправильным положением интраокулярной линзы (возможно как в случае искусственной, так и в случае естественной), плохо подобранной контактной линзой, помутнением прозрачных составляющих глаза. В подавляющем большинстве случаев причина является именно оптической.
Неоптические причины являются крайне редкими. Из числа неоптических причин она может быть вызвана нарушением работы зрительной коры. Редким неврологическим нарушением является церебральная полиопия, при которой в каждом глазу может наблюдаться иллюзия двух или более изображений одного и того же объекта. Существует несколько сообщений о монокулярной диплопии из-за патологии сетчатки глаза.

## Диагностика
В случае рефракции или оптических дефектов прозрачных составляющих глаза двоение обычно проходит при использовании окклюдера с отверстиями. Если при использовании окклюдера с отверстиями двоение изображения не исчезает, то возможно поражение зрительной коры. Функциональное нарушение предполагается, если двоение не проходит при использовании окклюдера с отверстиями и не удалось обнаружить органических расстройств.
В случае астигматизма роговицы или синдрома сухих глаз облегчение может быть при моргании. 
В случае восприятия нескольких изображений монокулярная полиопия может быть дифференцирована от церебральной полиопии наличием аномалий глаза. В случае церебральной полиопии все изображения одинаково чёткие, полиопия не проходит при использовании окклюдера с отверстиями и монокулярно изображения видятся одинаково как одним глазом, так и другим. 

## История
О двоении зрения было известно ещё медикам Древней Греции, однако термин «диплопия» в медицинской литературе появился лишь в XIX веке. В течение XIX века монокулярная диплопия была известна под названием лат. diplopia monocularis hysterica из-за её ассоциации с истерией и невозможностью объяснением медициной того времени феномена с физиологической точки зрения. Монокулярная диплопия вследствие обычных аномалий рефракции была признана медицинским сообществом после публикации Джоржда Булла 1896 года, где он обобщил некоторые данные по известному феномену.